# Alexander Jahr
Alexander Jahr (ur. 15 kwietnia 1940, zm. 22 czerwca 2006 w Bruśnie w Polsce) – niemiecki prawnik, wydawca, rolnik i przedsiębiorca, posiadał również polskie obywatelstwo.

## Życiorys

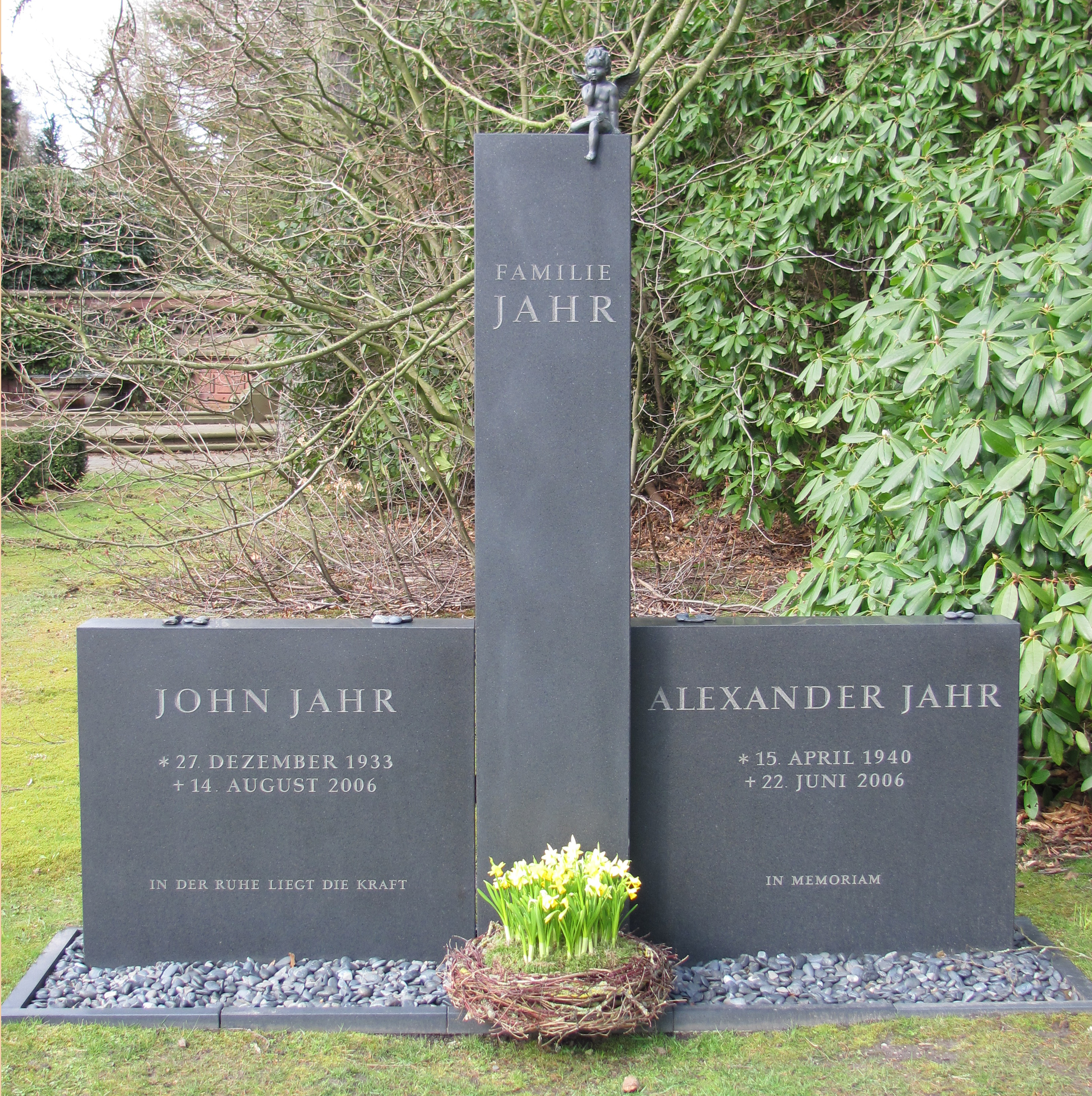
Grobowiec rodzinny Jahrów

Alexander był najmłodszym synem zmarłego w 1991 roku współzałożyciela drukarni i wydawnictwa Gruner + Jahr, Johna Jahra seniora. Razem ze swoim rodzeństwem: Johnem, Angeliką i Michaelem był współwłaścicielem rodzinnego holdingu Gruner + Jahr AG w 25,1 procenta. Po jego śmierci Alexandra jego udziały w spółce przejęła jego najstarsza córka Alexandra.
W roku 1971 założył oddział Fachverlag Jahr. W latach 1974–1999 był członkiem Rady nadzorczej w Gruner + Jahr. W 2000 roku połączył Wydawnictwo Jahr z top special Verlag, spółką zależną Axel Springer AG. W wyniku połączenia powstało Top Special Verlag Jahr. W tym samym roku wydawca przekazał zarząd córce Alexandrze Jahr. Jahr Top Special Verlag jest jednym z wiodących europejskich wydawców przeznaczonych dla aktywnego wypoczynku, sportu i wolnego czasu jak wędkarstwo (czasopismo Blinker) latania, żeglarstwa, golfa i jazdy konnej i inne (w Polsce m.in. Claudia i Gala).
Alexander Jahr był żonaty, miał trzy córki. Był zapalonym myśliwym, hodowcą koni i rolnikiem. Posiadał swój własny statek, na którym regularnie łowił ryby. 22 czerwca 2006 Aleksander Jahr zmarł w wieku 66 lat na niewydolność serca w swoim domu na wsi w Polsce.

### Życie w Polsce
W latach 90. XX wieku Alexander Jahr przeprowadził się do Polski. Zaczął kupować ziemię rolną w okolicy Połczyna-Zdroju i to właśnie tam, przy ulicy Chrobrego w 1995 roku założył firmę Agro Brusno, biura umieścił w podpołczyńskiej wsi Kocury, a sam zamieszkał w Bruśnie. Na powierzchni ok. 3,5 – 3,7 tysiąca hektarów miał warzywa, owoce, zboża i choinki. Posiadał największą w Polsce plantację kapusty. Prowadził hodowlę jeleni, dzików i danieli.

## Majątek Jahra
Chociaż Jahr nie znalazł się nigdy w żadnym zestawieniu najbogatszych Polaków to jego majątek w 2006 roku szacowany był na 2,5 mld euro. Miał swoje domy w Polsce, Hamburgu, w Hiszpanii, w Szwajcarii i na wyspach Bahama. Posiadał udziały w Henkelu i miał centra handlowe w Swarzędzu i Gdańsku. Posiadał własną łódź rybacką i śmigłowiec. Uważa się, że Jahr był jednym z najbogatszych Europejczyków oraz być może najbogatszym Polakiem.